# Йоган Рамстедт
Йоган Рамстедт (швед. Johan Ramstedt; 7 листопада 1852; Стокгольм — 15 березня 1935; Стокгольм) — шведський державний і політичний діяч, суддя, прем'єр-міністр Швеції з квітня по серпень 1905 року.

## Біографія
Йоган Рамстедт народився в Стокгольмі у сім'ї виробника одягу Рейнгольда Рамстедта і Марії Софії Хеггстрьом.
У 1873 році закінчив Уппсальський університет, де здобув освіту у галузі державного управління. Потім стажувався у Апеляційному суді Свеаланда. У 1878 році одружився з Генрікою Шарлоттою Торен. У тому ж році він був призначений віце-прокурором. У 1880 році став чиновником Апеляційного суду, у 1882 — асоційованим членом, а 1884 — повноправним членом Апеляційного суду.
Рамштедт був призначений урядовим нотаріусом до другої палати шведського парламенту в 1876 році, а потім до 1-ї палати з 1877 по 1882 рік. У 1892 році перейшов працювати у Міністерство юстиції Швеції; у 1896—1898 роках — голова Департаменту юстиції; з 1898 — радник з правосуддя Верховного суду Швеції.
У 1902 році новообраний прем'єр-міністр Ерік Густав Бострем запропонував Рамштедту приєднатися до його кабінету. Рамштедт займав посаду виконуючого обов'язки міністра закордонних справ. Після того, як Ерік Бострьом залишив посаду через шведсько-норвежку союзну кризу, Йоган Рамстедт зайняв крісло прем'єр-міністра Швеції. Його безпосереднім завданням було розв'язання союзної кризи. Разом з принцом Густавом був розроблений план, який дозволяв норвежцям вийти з Союзу, проте з умовою, що норвезький парламент не буде впливати на цей процес. Однак план не був втілений у життя, оскільки парламент Норвегії розпустив Союз 7 червня.
Рамштедт був призначений радником з питань юстиції прем'єр-міністром Лундебергом, а в 1909 році став першим урядовим радником новоствореного Верховного адміністративного суду. У 1912 році прем'єр-міністром Стааффом Йоган Рамстедт був призначений на пост губернатора Стокгольма. У 1920 році Рамштедт пішов у відставку.

## Нагороди
- Орден Серафимів (1920)[5]
- Орден Полярної зірки (1899, 1904)[6]
- Орден Данеброг[7][8]
- Орден Святих Маврикія та Лазаря[7][8]
- Орден Святого Олафа[9]
- Орден Почесного легіону[10]